# 多発性関節炎
多発性関節炎(英: polyarthritis)とは2~4つの炎症が少関節炎(en:oligoarthritis)を含む5つ以上の関節での関節炎のいくつかの型。
多発性関節炎はどの年齢でも発生し、性差はない。

## 原因
多発性関節炎はほとんどは関節リウマチ、乾癬性関節炎、紅斑性狼瘡(en:Lupus erythematosus)などの自己免疫疾患を原因とするが、ロスリバーウイルス(en:Ross River virus)などの感染症を原因とするものもある。

## 治療
硬いマットレスと平らな枕による睡眠が多発性関節炎に対して推奨される。

## 関連症状
多発性関節炎と下肢の両側性浮腫は関連する。